# 出雲坂根站
出雲坂根站（日语：／ Izumo-sakane eki */?）是一位於日本島根縣仁多郡奧出雲町內的鐵路車站，隸屬於西日本旅客鐵道（JR西日本）。本站是JR西日本管內唯一擁有三段式折返式路線設備的車站，因此成為不少鐵路迷的朝聖車站。此外，月台上更建有由山澗流至的「延命水」泉源，供旅客飲用，因而本站亦有「天真名井」（あめのまない）的暱稱。而站舍外亦掛上有「湧出延命水的車站」（延命水の湧き出る駅）
然而，車站所在地位於山區，附近人口稀疏，使用率十分低，根據島根縣統計書的紀錄，2012年度的平均乘車人數只有3人，在線內與下久野站並列尾三位置。現時平日只提供3個來回班次、周末及假日則增設1班觀光列車「奧出雲大蛇號」來往木次與備後落合間。
近年來，由於受冬季豪雪影響，除了2013年外，幾乎每年都有兩至三個月要停止營運。

## 車站結構
現時使用中為第二代站舍，為以木建成的單層站舍，於2010年重建，用以取代因日久失修而要拆卸的第1代站舍。第1代站舍則以石頭及磚所砌成的，屬國鐵時代典型的鄉郊站舍設計，設有候車及售票大堂、售票窗口及員工留宿處。

### 月台配置
設有側式月台2個，共提供2面2線的配置，有效長度為4輛，是一個可以供列車交換的車站，列車到站後，駕駛員將會調往列車另一端的駕駛室後才將列車開走，而車站盡頭處亦設有側線及轉轍器，供保線用的列車停泊。但在現時的時間表下，只有當觀光列車行駛時，才會有交換列車的情況出現。
| 月台 | 路線   | 方向 | 目的地             |
| ---- | ------ | ---- | ------------------ |
| 1    | 木次線 | 下行 | 備後落合方向       |
| 2    | 木次線 | 上行 | 出雲橫田、木次方向 |

## 歷史
- 1937年12月12日：木次線八川站～備後落合站間延伸開業。
- 1987年4月1日：日本國鐵分割民營化，車站管理權由西日本旅客鐵道承繼。
- 2001年10月1日：调度集中系统（CTC）化，改為無人站（站舍及票務於國鐵時代已是無人法，但保留負責調道的職員駐守更亭）。
- 2009年10月：舊站舍解體重建。
- 2010年4月：新站舍竣工。

## 利用狀況
本站於1994年度曾錄得每日乘車人數為31人，自2000年度起，每日乘車人數一直處於3-8人之間，2013年度起則跌至每天平均乘車人數只有1人。
| 乘車人員推算 | 乘車人員推算 |
| 年度         | 1日平均人數  |
| ------------ | ------------ |
| 1999         | 10           |
| 2000         | 4            |
| 2001         | 3            |
| 2002         | 3            |
| 2003         | 3            |
| 2004         | 3            |
| 2005         | 2            |
| 2006         | 2            |
| 2007         | 3            |
| 2008         | 4            |
| 2009         | 2            |
| 2010         | 8            |
| 2011         | 7            |
| 2012         | 3            |
| 2013         | 1            |
| 2014         | 1            |
| 2015         | 1            |
| 2016         | 1            |
| 2017         | 1            |
| 2018         | 1            |
| 2019         | 2            |
| 2020         | 1            |

## 相鄰車站
西日本旅客鐵道（JR西日本）
 木次線
八川－出雲坂根－三井野原

## 外部連結
- JR西日本出雲坂根站官方網站。 （页面存档备份，存于）